# Гідрокомплекс Сера Адама Бека
Гідрокомплекс Сера Адама Бека — комплекс із трьох гідроелектростанцій між озерами Ері та Онтаріо, споруджений на канадській стороні Ніагарського водоспаду. При цьому можливо відзначити, що на перепаді висот між зазначеними озерами в Канаді також працює ГЕС DeCew II.

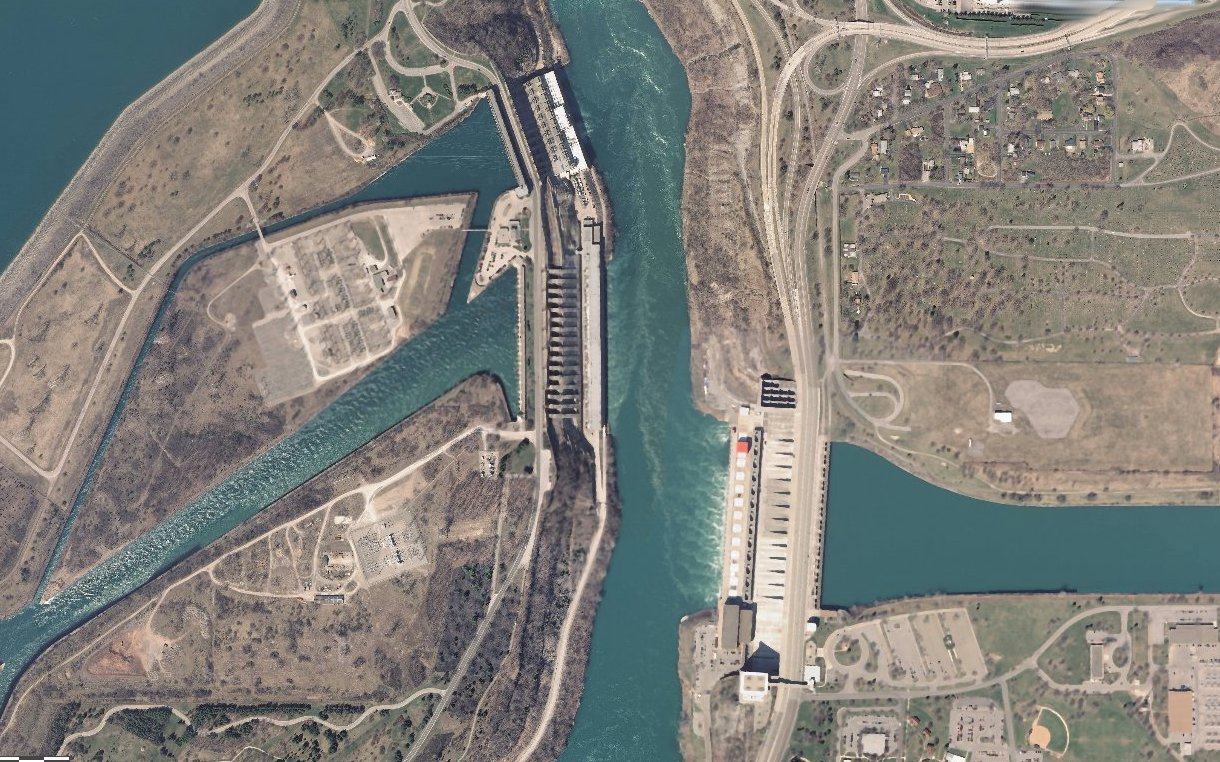
Вид на комплекс зверху. У лівому нижньому куті видно перетин підвідних каналів (більш вузький — канал Квінстон-Чіппава). На протилежній стороні Ніагари машинний зал гідроелектростанції Дамба Роберта Мозеса

Коротка річка Ніагара, котра транспортує ресурс з майже всього водозбірного басейну Великих озер (крім найнижчого серед них Онтаріо), вирізняється високою водністю та на своєму шляху перетинає Ніагарський уступ, спадаючи з нього знаменитим водоспадом висотою понад півсотні метрів. Це дало змогу прикордонним країнам спорудити обабіч водоспаду гідроелектростанції — на східному боці в США це Дамба Роберта Мозеса, а у Канаді комплекс Сера Адама Бека, що складається з трьох машинних залів, один з яких виконує функцію гідроакумуляції.

## Адам Бек І

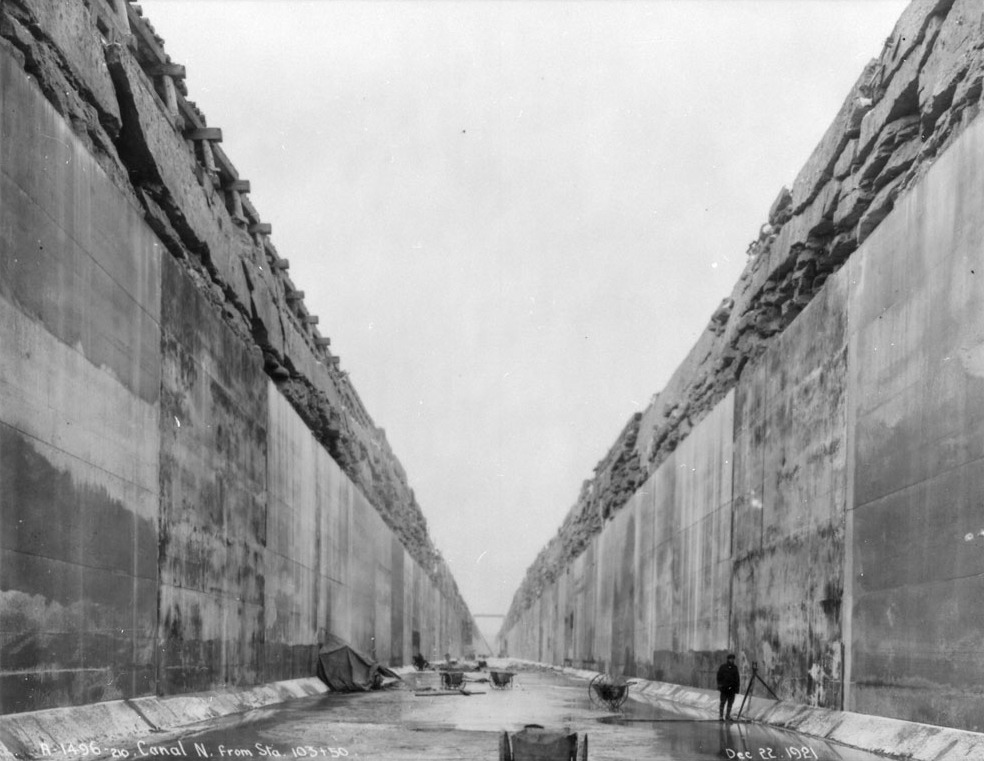
Осушений канал Квінстон-Чіппава

Подачу води на споруджений у 1920-х роках перший машинний зал (до 1950-х носив назву ГЕС Квінстон-Чіппава) організували з використанням русла річки Велланд (Чіппава-Крік)– короткої лівої притоки Ніагари, котра впадає до останньої за 2,5 км перед водоспадом, у містечку Чіппава. Нижню течію Велланд довжиною 6,5 км поглибили та реверсували, перетворивши на першу ділянку дериваційного каналу Квінстон-Чіппава, перепуск води в який регулює гребля довжиною близько 0,3 км. Наступна ділянка каналу довжиною близько 14 км прямує на північ (а потім північний схід), перетинає місто Ніагара-Фолс та знов виходить до берега Ніагари за 9,5 км нижче від водоспаду (і лише за 1,5 км від уступа куести, в якому річка колись випиляла свою ущелину). Прокладений в 1917—1921 роках канал Квінстон-Чіппава має ширину від 13,5 до 93,5 метра і розрахований на перепуск 625 м3 за секунду.
Через водоводи довжиною по 117 метрів з діаметром 4,9 метра ресурс подається до машинного залу, який у 1922—1930 роках обладнали десятьма турбінами типу Френсіс загальною потужністю 404 МВт, котрі використовують напір у 91,4 метра. Станом на другу половину 2010-х потужність станції довели до 450 МВт.

## Адам Бек ІІ
На початку 1950-х спорудили другий машинний зал, подачу води до якого організували за допомогою двох тунелів довжиною по 9 км, які проходять під містом Ніагара-Фолс. Завершальну частина траси становить канал довжиною 3,6 км, котрий при цьому перетинається з каналом Квінстон-Чіппава. Новий машинний зал розташували поряд зі старим та обладнали шістнадцятьма турбінами типу Френсіс, що використовують напір у 89 метрів.
В 1996—2005 роках реалізували проект спорудження третього підвідного тунелю, котрий має довжину 10,2 км та діаметр 14,4 метра. Це дозволило збільшити потужність залу Адам Бек ІІ на 150 МВт та довести її до 1499 МВт.

## ГАЕС Адам Бек
У другій половині 1950-х комплекс доповнили гідроакумулюючою станцією. Для цього між завершальними ділянками підвідних каналів на півдні та урвищем куести на півночі спорудили штучний резервуар довжиною 3 км та шириною 1 км. Вночі подана з Ніагари вода закачується до сховища, заповнення якого потребує 8 годин, а в години пікового попиту на електроенергію гідроагрегати переходять у генераторний режим. На станції встановлено шість турбін типу Деріяз загальною потужністю 174 МВт, які використовують напір у 25 метрів.